# Banggg
Banggg, svensk serietidning utgiven 1966 och 1967 med sammanlagt 61 utgåvor. Tidningens innehåll bestod framför allt av fransk-belgiska serier,och var, enligt egen utsago, en "veckoserie med fart, fläkt och spänning". En av de mest kända serierna i tidningen var Tintin.
Banggg var en samproduktion med Norge (Tempo) och Danmark (Fart og tempo).